# Coraima Torres
Coraima Torres est une actrice vénézuélienne née le 6 juin 1973 à Valencia (Venezuela).

## Biographie
Elle est mariée à Nicolás Montero, un acteur vénézuélien.

## Filmographie

### Télévision
- 1989 : Alondra ;
- 1990 : Gardenia ;
- 1992 : Kassandra : Andreína, Arocha/Kassandra ;
- 1993 : Dulce ilusión, Dulce María ;
- 1993 : Geminis ;
- 1994 : Sueños y espejos, Mariana ;
- 1994 : Compuesta y sin novio ;
- 1998 : Cambio de piel, Daniella Martínez ;
- 1999 : María Emilia, querida, María Emilia Pardo-Figueroa Núñez ;
- 2000 : Amor latino, Rosita 'Rosi' Reyes-Villegas ;
- 2001 : Soledad, Soledad Díaz Castillo ;
- 2004 : Amor del bueno, Mónica Lezama ;
- 2005 : Lorena, Lorena Morantes ;
- 2008 : El último matrimonio feliz, Camila Andrade ;
- 2008 : Mujeres Asesinas, Carmen, Honrada ;
- 2010 : La Pola,  Mariana Ríos ;
- 2011 : Confidencial, Alejandra.
- 2018 : Mi familia perfecta : Amparo de Vélez
- 2019 : Jack Ryan : Claudia Reyes (saison 2)

## Sources
- (es) Cet article est partiellement ou en totalité issu de l’article de Wikipédia en espagnol intitulé « Coraima Torres » (voir la liste des auteurs).